# Smyriodes delineata
Smyriodes delineata là một loài bướm đêm trong họ Geometridae.